# Liste der Nummer-eins-Hits in Belgien (1964)
Diese Liste enthält alle Nummer-eins-Hits in Belgien im Jahr 1964. Es gab in diesem Jahr neun Nummer-eins-Singles.
| Singles |
| --- |
| - Los Índios Tabajaras – Maria Elena - 2 Monate (1. Januar – 29. Februar) - Adamo – Vous permettez, Monsieur? - 1 Monat (1. März – 31. März) - Gigliola Cinquetti – Non ho l’età - 1 Monat (1. April – 30. April) - Will Tura – Draai 797204 - 1 Monat (1. Mai – 31. Mai) - Adamo – Quand les roses - 1 Monat (1. Juni – 30. Juni) - Chubby Checker – Hey, Bobba Needle - 1 Monat (1. Juli – 31. Juli) - Alain Barrière – Ma vie - 2 Monate (1. August – 30. September) - Roy Orbison – Oh, Pretty Woman - 2 Monate (1. Oktober – 30. November) - Adamo – Dolce Paola - 1 Monat (1. Dezember – 31. Dezember) |